# Меррилл, Гретхен
Гретхен Ван Зандт Меррилл (англ. Gretchen Van Zandt Merrill; 2 ноября 1925 — 22 апреля 1965) — американская фигуристка, выступавшая в одиночном катании. Бронзовый призёр чемпионата мира (1947), серебряный призёр чемпионата Европы (1947) и шестикратная чемпионка США (1943—1948).
Меррилл была единственным ребёнком в зажиточной семье банкиров из Бостона. В годы соревновательной карьеры представляла Бостонский клуб фигурного катания. Тренировалась под руководством призёра Олимпийских игр Мэрибел Винсон-Оуэн. В 1941 и 1942 году была серебряным призёром чемпионата США, а затем шесть лет к ряду становилась триумфатором национального чемпионата.
В 1947 году заняла третье место чемпионата мира и завоевала серебро чемпионата Европы, который в то время был открыт для фигуристов из Северной Америки. Лучшие годы Меррилл пришлись на середину 1940-х, когда международные чемпионаты и Олимпийские игры были отменены из-за Второй мировой войны. На первой послевоенной Олимпиаде в 1948 году Меррилл заняла «разочаровывающее» восьмое место.
В следующем году финишировала с серебром чемпионата США, после чего завершила соревновательную карьеру. Каталась в ледовом шоу Ice Chips. В 1953 году вышла замуж за Уильяма Отиса Гея. У пары не было детей, брак завершился разводом. Умерла на сороковом году жизни. В течение последних трёх лет страдала от психических расстройств. В 2000 году была введена в Зал славы фигурного катания США.

## Результаты
| Соревнования               | 1941 | 1942 | 1943 | 1944 | 1945 | 1946 | 1947 | 1948 | 1949 |
| -------------------------- | ---- | ---- | ---- | ---- | ---- | ---- | ---- | ---- | ---- |
| Олимпийские игры           |      |      |      |      |      |      |      | 8    |      |
| Чемпионат мира             |      |      |      |      |      |      | 3    |      |      |
| Чемпионат Европы           |      |      |      |      |      |      | 2    |      |      |
| Чемпионат Северной Америки |      |      |      |      | 2    |      |      |      |      |
| Чемпионат США              | 2    | 2    | 1    | 1    | 1    | 1    | 1    | 1    | 2    |